# Васиены (Теленештский район)
Васиены, Вэсиень (рум. Văsieni) — село в Теленештском районе Молдовы. Относится к сёлам, не образующим коммуну.

## География
Село расположено на высоте 154 метра над уровнем моря.

## Население
По данным переписи населения 2004 года, в селе Вэсиень проживает 1279 человек (646 мужчин, 633 женщины).
Этнический состав села:
| Национальность | Число жителей | Процентный состав |
| -------------- | ------------- | ----------------- |
| молдаване      | 1261          | 98,59             |
| румыны         | 9             | 0,7               |
| русские        | 5             | 0,39              |
| украинцы       | 2             | 0,16              |
| прочие         | 2             | 0,16              |
| Всего          | 1279          | 100 %             |